# Venereolog
Venereolog avser en läkare som är specialist i dermatovenereologi, det vill säga hudsjukdomar och sexuellt överförbara infektioner, till exempel syfilis och gonorré. Venereologmottagningar finns i anslutning till hudkliniker på sjukhus runtom i Sverige.
Venereologer diagnosticerar och behandlar olika typer av sexuellt överförbara sjukdomar, som klamydia, gonorré, syfilis, kondylom, herpesvirus, flatlöss, ospecifik uretrit och cervicit samt på en del mottagningar även HIV.
En venereolog träffar både manliga och kvinnliga patienter, till skillnad från gynekologer, som bara har kvinnor som patienter, och androloger, som bara har män som patienter. Skillnaden mellan en venereolog och en gynekolog är att venereologen är specialistutbildad gällande genitala infektioner och hudsjukdomar i underlivet, medan gynekologi kan innefatta kirurgi eller andra specialkunskaper om kvinnans underliv.